# Potamalpheops pininsulae
Potamalpheops pininsulae is een garnalensoort uit de familie van de Alpheidae. De wetenschappelijke naam van de soort is voor het eerst geldig gepubliceerd in 1992 door Bruce & Iliffe.